# 沢村寅二郎
沢村 寅二郎（さわむら とらじろう、1885年3月28日 - 1945年7月7日）は、英文学者、東京帝国大学助教授。
京都府出身。1910年東京帝大英文科卒、第八高等学校（現・名古屋大学）教授、文部省在外研修員として渡英、1923年東京高等学校（現・東京大学）教授、1927年東京帝大助教授、1944年退官。東京で罹災後、疎開先の甲府で甲府空襲に遭い死去。

## 著書
- 近代英文学鑑賞 研究社, 1929
- 日本語と英語の比較 研究社英米文学語学講座 研究社, 1940
- 開隆堂簡易英英辞典 開隆堂出版, 1948

## 翻訳
- 美術と文学 ジヨン・ラスキン 有朋堂書店, 1913
- ラスキン抄 趣味叢書発行所, 1915
- 妻は知る ヂエイ・エム・バリ 研究社, 1926
- 巴里屋根裏の哲人 E.Souvestre 奈倉次郎共訳 三省堂, 1928
- 無人島日記 デフォー 奈倉次郎共訳 三省堂, 1928 (学生英文学叢書)
- 小人国旅行記 スウィフト 奈倉次郎共訳 三省堂, 1928 (学生英文学叢書)
- 新世界浦島物語 ワシントン・アーヴィング 奈倉次郎共訳 三省堂, 1928
- クオレ デ・アミーチス 奈倉次郎共訳 三省堂, 1928 (学生英文学叢書)
- ヴェニスの商人 シエクスピア 研究社, 1933
- 近代画家論 第1巻 ラスキン 石井正雄共訳 第一書房, 1933